# Thomas Henry Tibbles
Thomas Henry Tibbles (* 22. Mai 1838 in Athens, Ohio; † 14. Mai 1928 in Omaha, Nebraska) war ein US-amerikanischer Journalist, Autor, Menschenrechtler und Indianer-Aktivist.

## Leben
Bekannt wurde er durch ein Gerichtsverfahren Standing Bear v. Crook, welches am 30. April 1879 in Omaha stattfand, und in dem festgestellt wurde, dass es sich bei Indianern auch um Menschen handelt, die auch Anspruch auf die Grundrechte der amerikanischen Verfassung genießen. Häuptling Standing Bear der Ponca Indianer klagte in diesem Prozess gegen seine Internierung in einem Militärlager in Omaha, Nebraska. Standing Bear gilt als Sinnbild für die Unterdrückung der indigenen Bevölkerung im heutigen Nebraska und in den Vereinigten Staaten. Für alle Beteiligten unerwartet erklärte das Gericht die Internierung für illegal und Standing Bear und seine Gefolgsleute mussten aus der Internierung durch die US-Armee entlassen werden. Ohne Thomas Henry Tibbles wäre das Gerichtsverfahren nicht möglich gewesen. Es war Tibbles, der durch seine Artikel in verschiedenen Tageszeitungen auf das traurige Schicksal der Ponca Indianer aufmerksam machte und für den Häuptling Strafverteidiger organisieren konnten, die sich kostenlos für den Häuptling einsetzten. Über die Ereignisse um den Prozess verfasste er ein Buch 'Standing Bear and the Ponca Chiefs '. Auch war Tibbles der Journalist der das Massaker von Wounded Knee im Dezember 1890 weltweit bekannt machte. 1904 bewarb sich Tibbles erfolglos als 'Vize-Präsident' für die Populist Party.
Er war mit der Indianeraktivistin Susette La Flesche verheiratet.

## Werke
- Thomas Henry Tibbles Standing Bear and the Ponca Chiefs Lockwood, Brooks & Co. 1880 (englisch)
- Thomas Henry Tibbles Hidden Power. G. W. Carleton & Co. 1881 (englisch)
- Thomas Henry Tibbles The American Peasant 1892 (englisch)
- Thomas Henry Tibbles Buckskin and Blanket Days Autobiographie (englisch)